# هاينريش فون إدوارد لادي
هاينريش فون إدوارد لادي (بالألمانية: Heinrich Eduard von Lade)‏ (و. 1817 – 1904 م) هو عالم فلك، وبستاني، ومصرفي من ألمانيا .
توفي عن عمر يناهز 87 عاماً.